# 覚願寺 (世田谷区)
覚願寺（かくがんじ）は、東京都世田谷区にある真言宗智山派の寺院。

## 歴史
天文年間（1532年 - 1555年）に開山された。瀬田玉川神社の別当寺であった。
本尊は大日如来である。本尊とは別に聖徳太子像が位牌堂に安置されている。これが「聖徳院」という院号の由来である。
江戸時代後期までの当寺の運営は堅調であったが、幕末から明治初期にかけては、在任住職の有無すら不明なほど衰微していた。ようやく医王寺住職が兼務することで、辛うじて存続する有様であった。1928年（昭和3年）より専任住職が赴任するようになった。
境内の一角には、当寺が設置する幼稚園「鈴蘭幼稚園」を併設している。

## 交通アクセス
- 東急大井町線上野毛駅より徒歩4分。